# Уагонер (округ)
Округ Уагонер  — округ в штате Оклахома, США. Население округа на 2000 год составляло 57 491 человек. Административный центр округа — город Уагонер.

## География
Округ имеет общую площадь 1531 км², из которых 1458 км² приходится на сушу и 73 км² (4,75 %) на воду.

### Основные автомагистрали
- Автомагистраль 64
- Автомагистраль 412

### Соседние округа
- Роджерс (север)
- Мейс (северо-восток)
- Чероки (восток)
- Маскоги (юг)
- Талса (запад)

### Населённые пункты
| - Биксби - Брокен-Арроу - Катуса - Коита | - Редберд - Окей - Онита - Портер | - Роки-Пойнт - Талса - Таллахасси - Уагонер |